# PC Dash

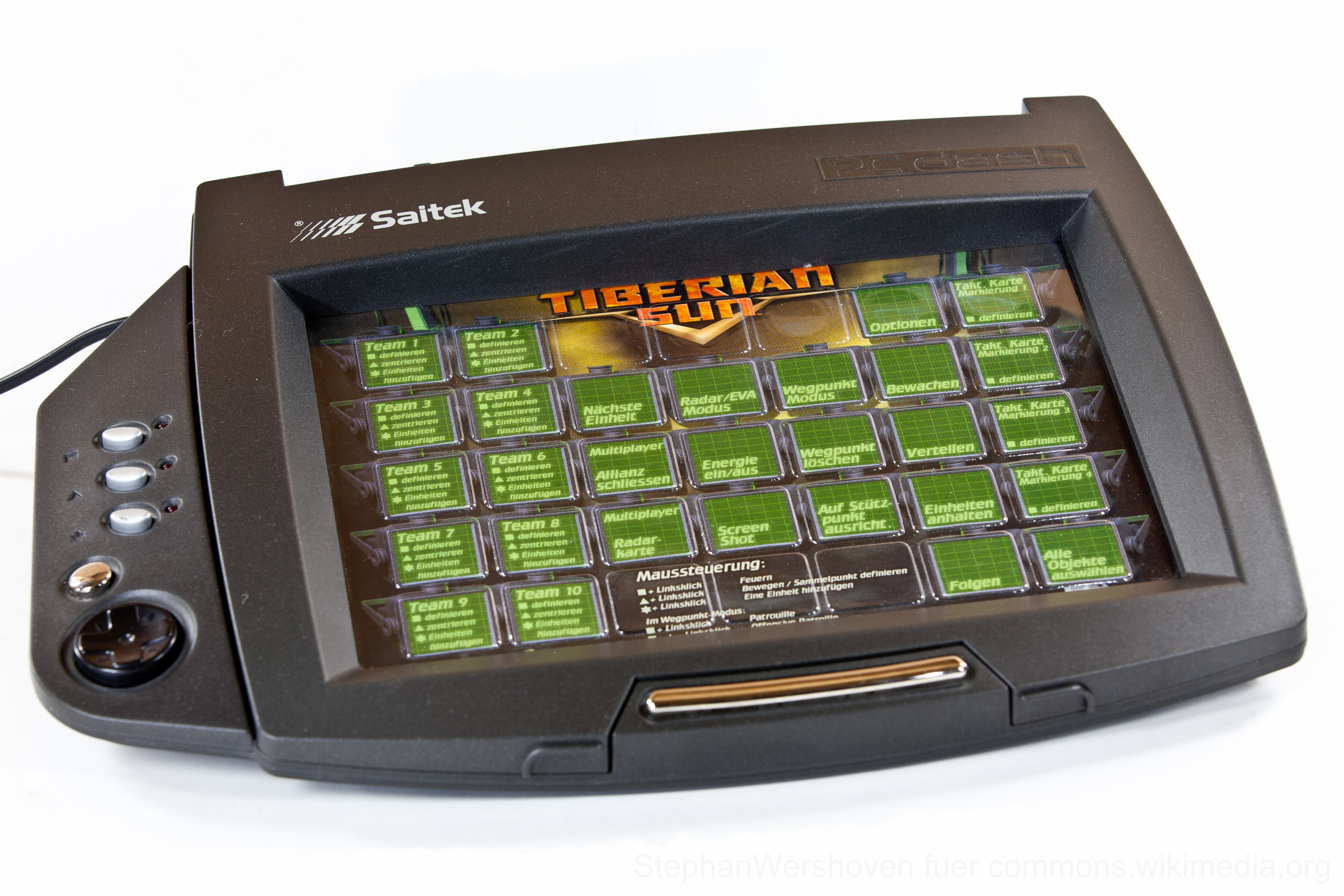
Saitek PCdash mit der Karte für Command and Conquer Tiberian Sun

Das PC Dash ist ein inzwischen veraltetes Eingabegerät der Firma Saitek für Computerspiele unter Windows 9x. Es wurde meist bei Flugsimulatoren, Aufbau- und Echtzeit-Strategiespielen verwendet, hatte aber auch bei Grafik- und Office-Programmen seinen Nutzen, um komplizierte Tastaturbefehle und Shortcuts mit einem einzigen Knopfdruck ausführen zu können.
Das PC Dash 1 von 1997 ist eine Zusatztastatur, die mittels eines Adapters zwischen dem PS/2 Stecker der normalen Tastatur und den Anschluss am PC betrieben wird. Die 35 Tasten, können jeweils mit einer beliebigen Tastenkombination der Tastatur belegt werden. Zusätzlich besitzt es ein Steuerkreuz und drei Shift-Tasten, durch die die Anzahl möglicher Tastenkombinationen nochmals auf insgesamt 180 vergrößert wird. 
Die Programmierung wird durch die mitgelieferte Software vorgenommen. Zwischen der Oberfläche aus transparentem Kunststoff und den eigentlichen Tasten kann aber auch eine Einlegekarte mit Barcode geschoben werden und mittels des eingebauten Barcodereaders kann das PC Dash dann programmiert werden. Durch die mitgelieferte Software kann man eigene Einlegekarten erstellen und individuell gestalten, sowohl von der Programmierung als auch von der grafischen Gestaltung, der Barcode muss hierzu aber auf die Rückseite der selbst erstellten Einlegekarte gedruckt werden. 
Dem PC Dash lagen bereits Einlegekarten für viele damalige Spiele bei sowie vielen Spielen aus der Zeit die jeweiligen Karten beilagen. Eigene Einlegekarten konnte man bei Saitek auf der Webseite veröffentlichen und sie so anderen Benutzern über das Internet zur Verfügung stellen.
Im Jahr 2000 ist eine zweite Version des PC Dash erschienen, die im Gegensatz zur ersten Version USB-Unterstützung bietet.
Heutige moderne Eingabegeräte verfügen meist über die einfache Möglichkeit einer komfortablen und individuellen Programmierung per Software, so dass das PC Dash, durch seine doch etwas aufwändige Handhabung, eigentlich nur noch bei Retro-PCs einen Sinn ergibt.